# آلکساندر چتنیخ
آلکساندر چتنیخ (انگلیسی: Aleksandr Chestnikh؛ زادهٔ ۱۷ نوامبر ۱۹۷۴) اسکیت‌باز نمایشی اهل گرجستان-ارمنستان است.